# Kostel Saint-Roch d'Aiguèze
Kostel Saint-Roch d'Aiguèze se nalézá ve francouzské obci Aiguèze ve francouzském departemerntu Gard v regionu Occitanie asi 40 km severozápadně od města Avignon. Kostel je od 19. března 1993 zapsán na seznamu historických památek Francie. 

## Poloha
Kostel Saint Roch d'Aiguèze se nachází na vrcholu skalní stěny s výhledem na řeku Ardèche.

## Historie
Z raně středověkého kostela se pravděpodobně zachovala pouze jeho poloha a rozměry, protože celý kostel byl v 19. století přestavěn v novogotickém stylu. Dokonce i renesanční portál původně přistavěný na severní straně v 16. století byl upraven (místo jednoduché niky nad ním je v půlkruhu umístěn terakotový reliéf Madony s dítětem mezi anděly). Interiér kostela byl vymalován v letech 1905-1910.

## Galerie

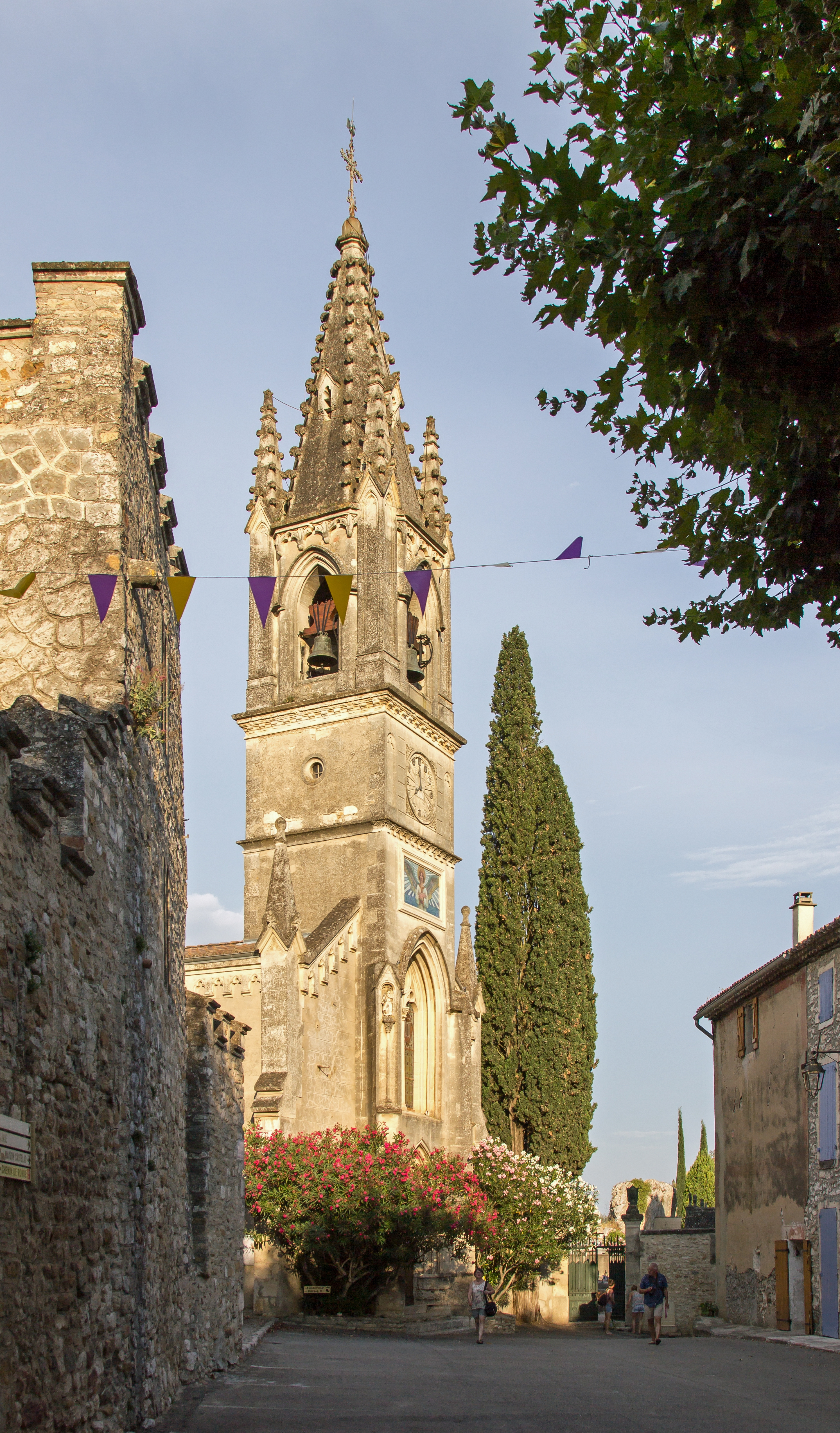
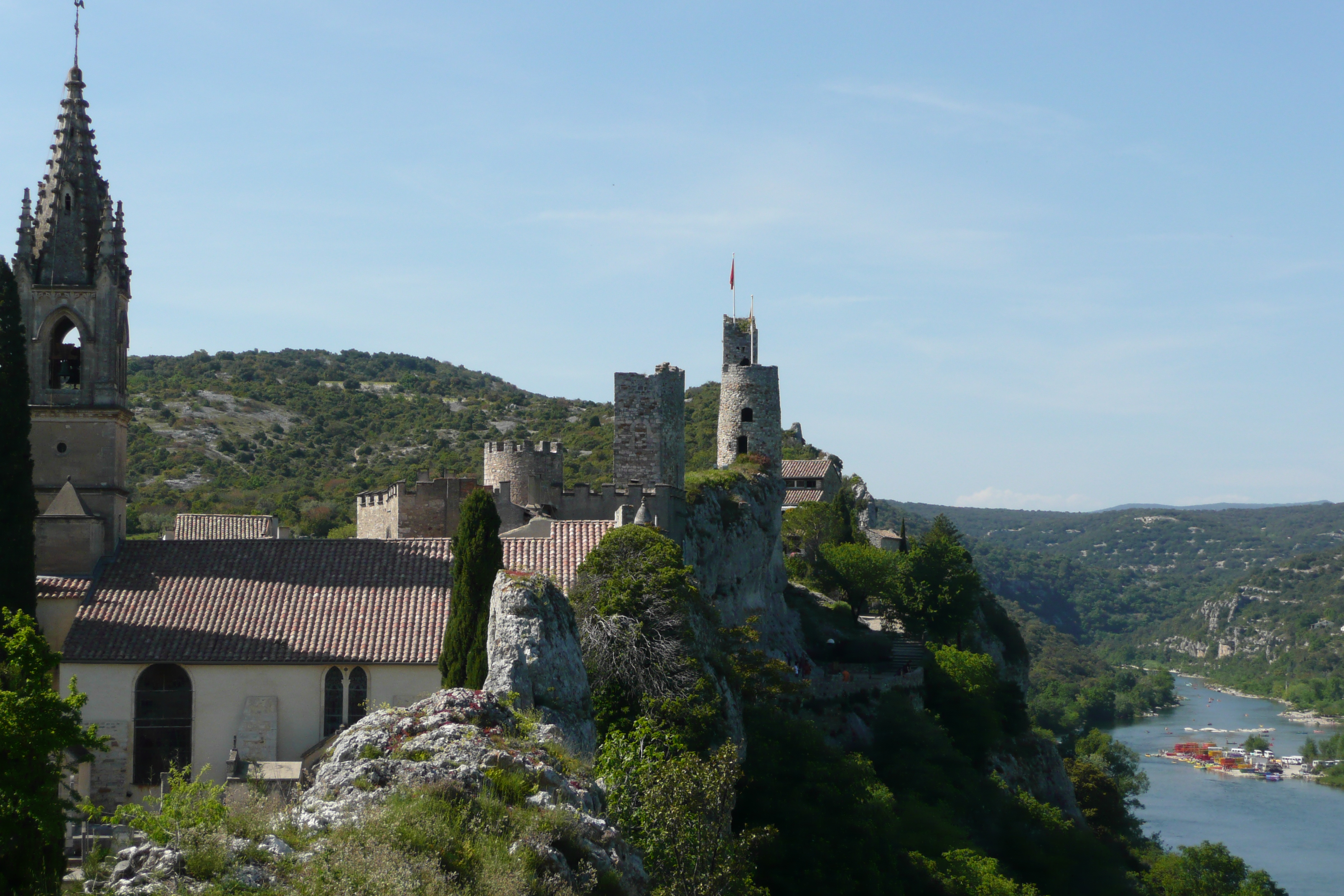
kostel s hradem Aiguèze
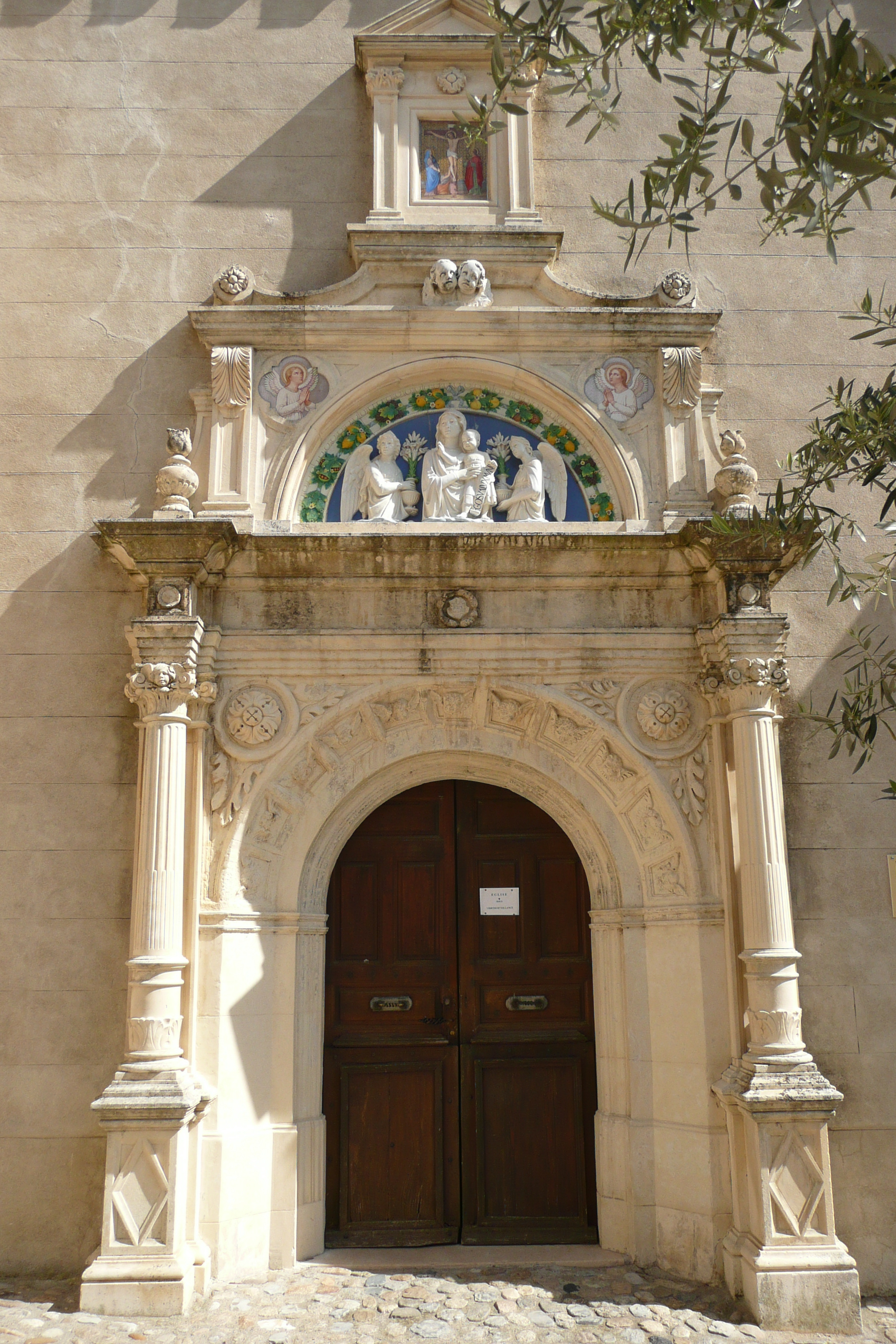
renesanční vstupní portál kostela
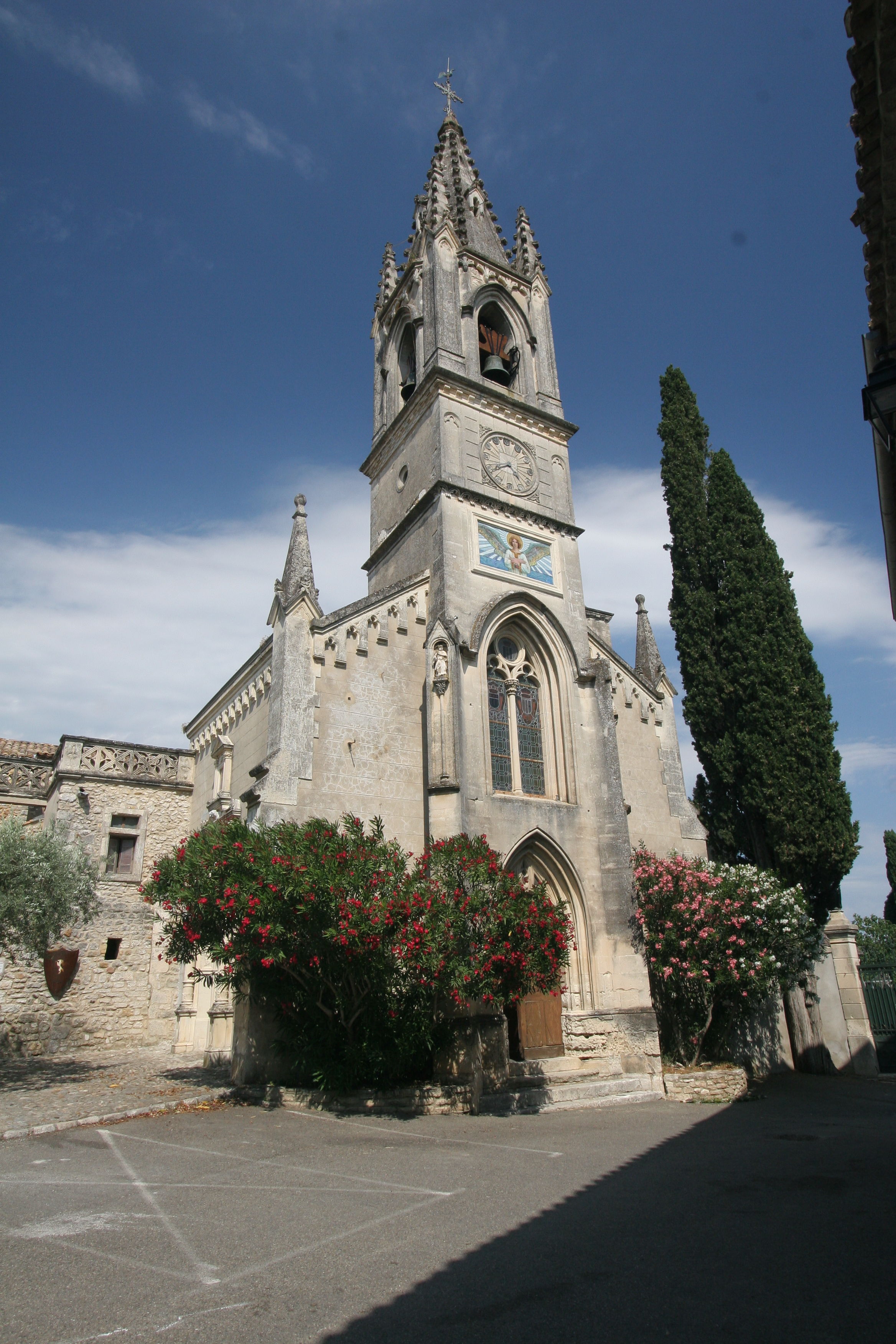
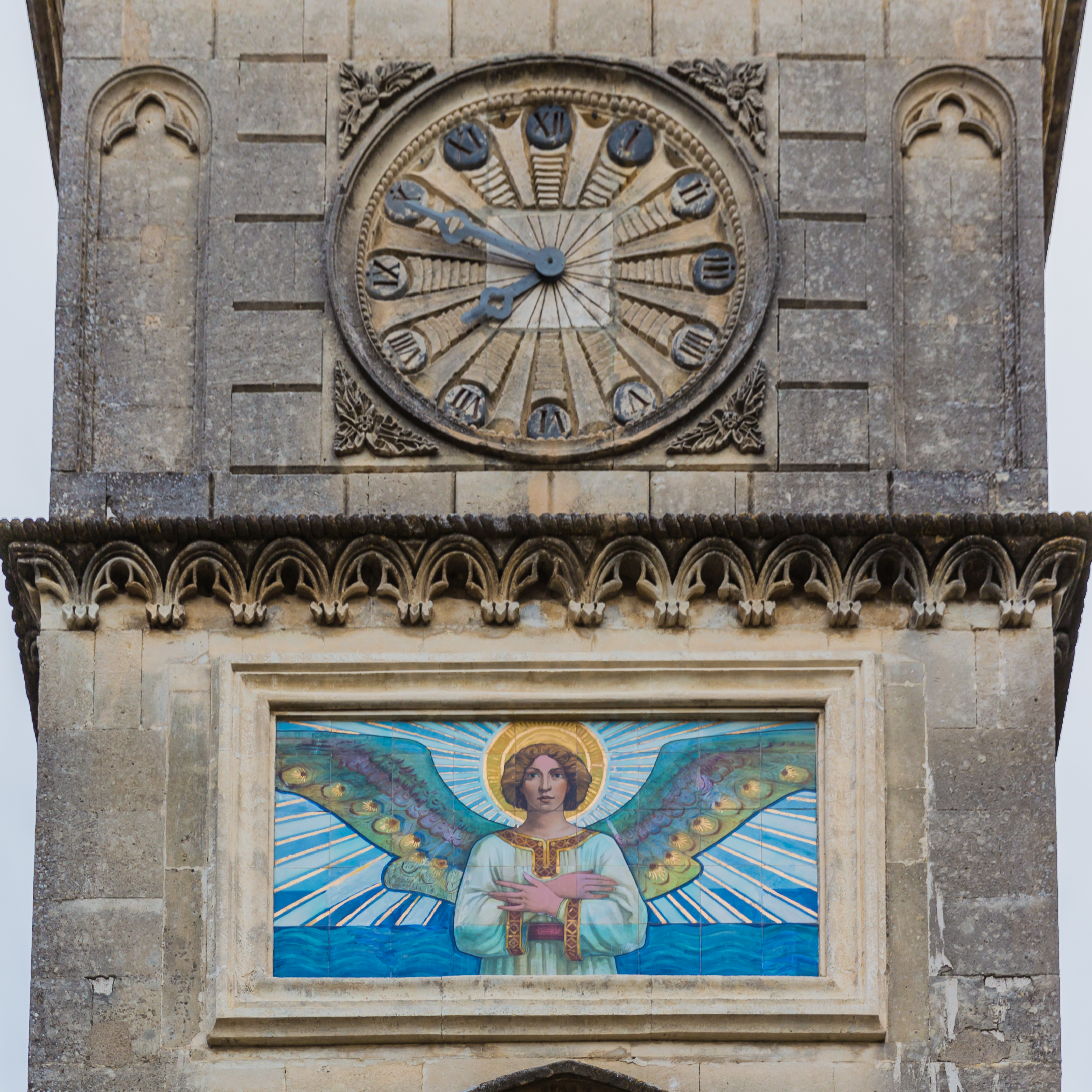
hodiny a terakotový reliéf na věži kostela